# Пикар, Луи-Бенуа
Луи-Бенуа Пикар (фр. Louis-Benoît Picard; 29 июля 1769 — 31 декабря 1828) — французский драматург, написавший до 80 пьес. По своей плодовитости Пикар уступает из французских драматических писателей одному Скрибу. Был актёром и директором театров. Первый успех доставила ему комедия в стихах «Médiocre et rampant» (переведена Шиллером под заглавием «Паразит»; Шиллером же переведена другая пьеса Пикара «Encore des Menechmes», 1791 г., под заглавием «Neffe als Onkel»). Наиболее удавались Пикару бытовые комедии, весьма сценичные и написанные живо и остроумно: «La petite ville», «Monsieur Masard», «Les Marionnettes», «Les deux Philiberts» и др. Сборник «Théâtre P.» (3 изд., 1879) содержит только те пьесы, которые признал возможным напечатать сам автор. Он писал также романы, в общем посредственные.